# Ювалар
Ювалар (перс. یوالار) — село в Ірані, входить до складу дехестану Бакешлучай у Центральному бахші шахрестану Урмія провінції Західний Азербайджан.